# Baldassare Bianchi
Pour les articles homonymes, voir Bianchi.
Baldassare Bianchi (Bologne, 1614 - Modène, 1678) est un peintre, graveur, dessinateur et architecte italien baroque, le gendre du peintre Agostino Mitelli.

## Biographie
Agostino Mitelli fut d'abord l'élève de Giovanni Paderna jusqu'à sa mort puis celui d'Agostino Mitelli, spécialiste de la quadratura à Bologne. Il se maria avec sa fille et devint  collègue d'un autre élève de Mitelli, Giovanni Giacomo Monti avec qui il obtint des succès certains à Mantoue auprès de la cour ducale.
Leur modèle fut Giovanni Battista Caccioli de Budrio, élève de Domenico Maria Canuti, et bon disciple de Carlo Cignani.
Sa fille Litrezia Bianchi fut aussi peintre et Enrico Haffner, l'un de ses élèves.

## Œuvres
- Quadratura à Sassuolo, avec Mitelli
- Décorations des théâtres de Mantoue et de Modène.
- Travaux pour le duc de Modène